# Пражская дефенестрация (1483)

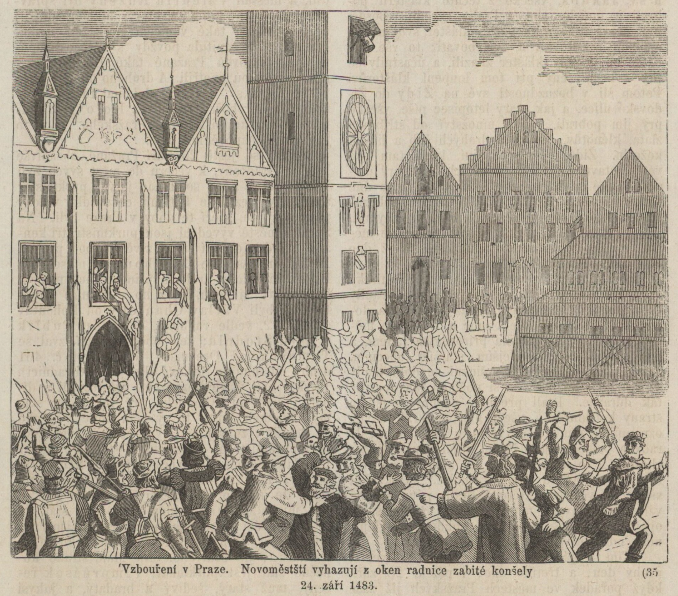
Пражская дефенестрация 1483 года (Новоместская ратуша)

Пражская дефенестрация 1483 года — эпизод внутриполитической борьбы в Чехии, убийство семерых членов городского совета пражского Нового Города и попытка убить бургомистра Старого Города, которые произошли 24 сентября 1483 года. Этих людей выбросили в окна соответствующих ратуш. Дефенестрация стала частью борьбы между католиками и утраквистами в правление Владислава II Ягеллона.
С 1480 года в столице Чешского королевства Праге усиливались противоречия между католической и утраквистской партиями. Ряд горожан и священников, принадлежавших к утраквистам, были арестованы по обвинению в заговоре против короля, некоторые из них умерли в тюрьме из-за пыток. Преобладавшие в ратуше католики задумали убийство и изгнание наиболее активных своих противников и составили список, включавший 80 имён. Однако утраквисты 24 сентября нанесли упреждающий удар: они объявили, что католики хотят сорвать одну из важных религиозных церемоний, и под звон колоколов Тынской церкви атаковали Староместскую ратушу. Бургомистр Ян из Клобука, пострадавший в стычке, притворился мёртвым, и его выбросили в окно, но он пережил падение.
В ратуше Нового Города ворвавшаяся толпа убила семерых членов совета и выбросила их тела из окон. После этого утраквисты бросились громить монастыри и евреев, беспорядки перекинулись и на Малу-Страну. Позже несколько советников-католиков признались на допросах, что готовили убийства своих оппонентов. Состоялись новые выборы, а в октябре 1483 года три пражских муниципалитета подписали договор о совместных действиях, который закрепил власть за утраквистами. В 1485 году на соборе в Кутна-Горе произошло религиозное примирение, две церкви были объявлены равными.